# Sinh (ropa)

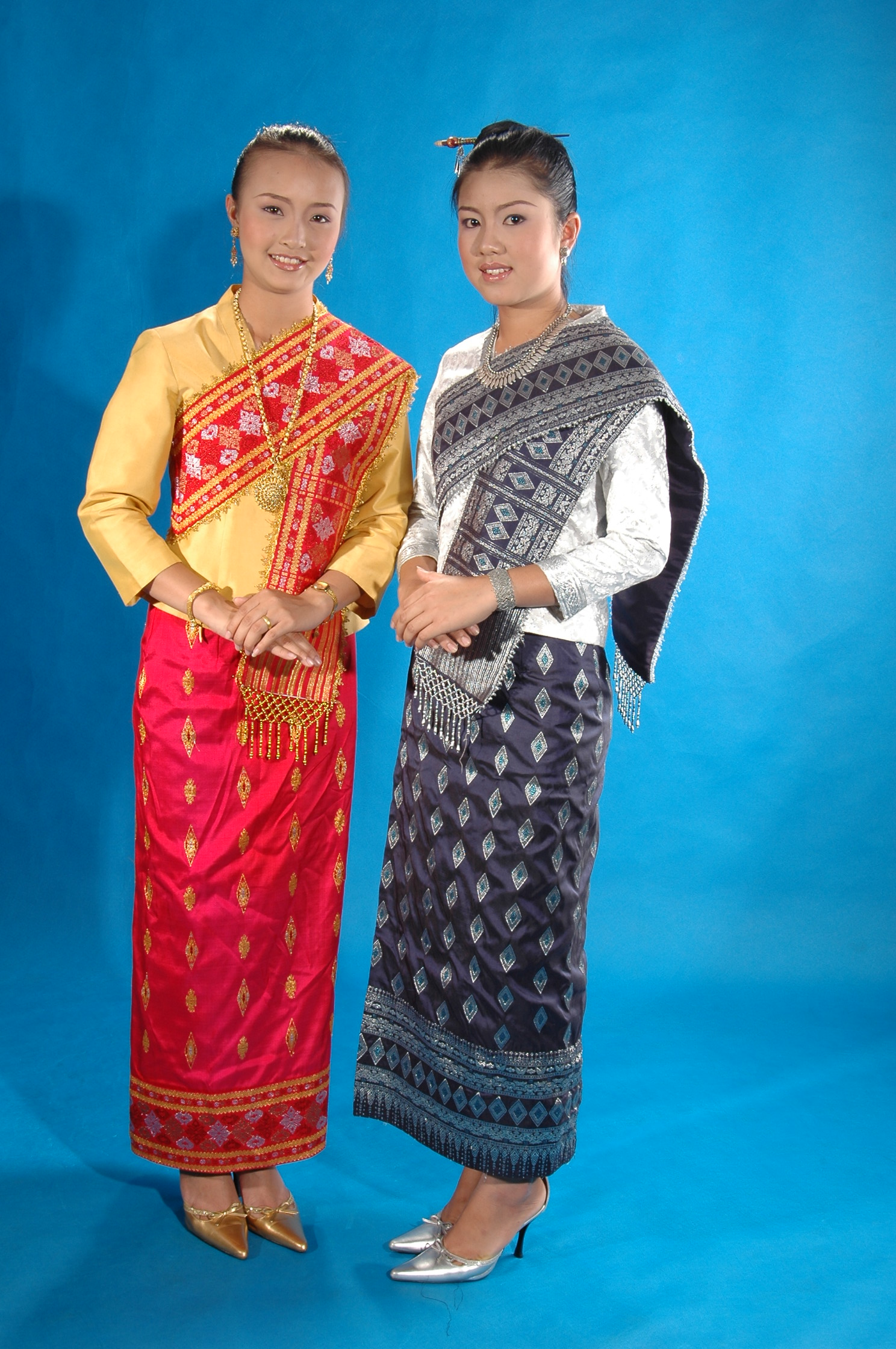
Jóvenes laosianas llevando sinhs.

El sinh (lao: ສິ້ນ) es una clase de sarong —o falda larga— llevado por las mujeres laosianas y las tailandesas del norte y nordeste.

## Componentes
El sinh es típicamente tejido en seda. En general está compuesto de tres partes:
- hua sinh (lao: ຫົວສິ້ນ), literalmente "la cabeza del sinh", es la cinturilla, que en general está escondida.
- phuen sinh (lao: ຜືນສິ້ນ) o tua sinh (tailandés: ตัวซิ่น), literalmente "el cuerpo del sinh", es la parte del cuerpo, la que es la parte principal del sinh. Esta parte en general no tiene muchos detalles. Particularmente, solo consiste en uno o dos colores.
- tin sinh (lao: ຕີນສິ້ນ), literalmente "el pie del sinh", es el dobladillo o ribete inferior. El dobladillo en general es tejido con muchos detalles. Los detalles específicos del dobladillo pueden indicar de donde procede el sinh.